# Norman Bellingham
Norman Bellingham (Fairfax, Virgínia, 23 de dezembro de 1964) é um velocista norte-americano na modalidade de canoagem.
Foi vencedor da medalha de ouro em K-2 1000 m em Seul 1988 com o seu colega de equipe Greg Barton.